# 北京陈经纶中学
39°55′12″N 116°26′30″E / 39.92000°N 116.44167°E
北京市陈经纶中学，是一所位于中国北京的国家公立中学。是朝阳区唯一一所具有90年历史的老校，2002年成为北京市首批示范性普通高中。2007年10月竣工的陈经纶中学数字化校园工程，无限扩展了师生的教育视野和学习时空，成为了学校全面建设和发展的新平台。近年来，陈经纶中学的高考成绩稳居朝阳教育第一质量平台。升学率100%，99%以上升本科，80%升入重点大学。2009年首届直升班高考平均分达到618分，16名同学达到清华、北大录取分数线，兑现了“优秀学生不埋没，特长学生不萎缩”的办学承诺。

## 历史

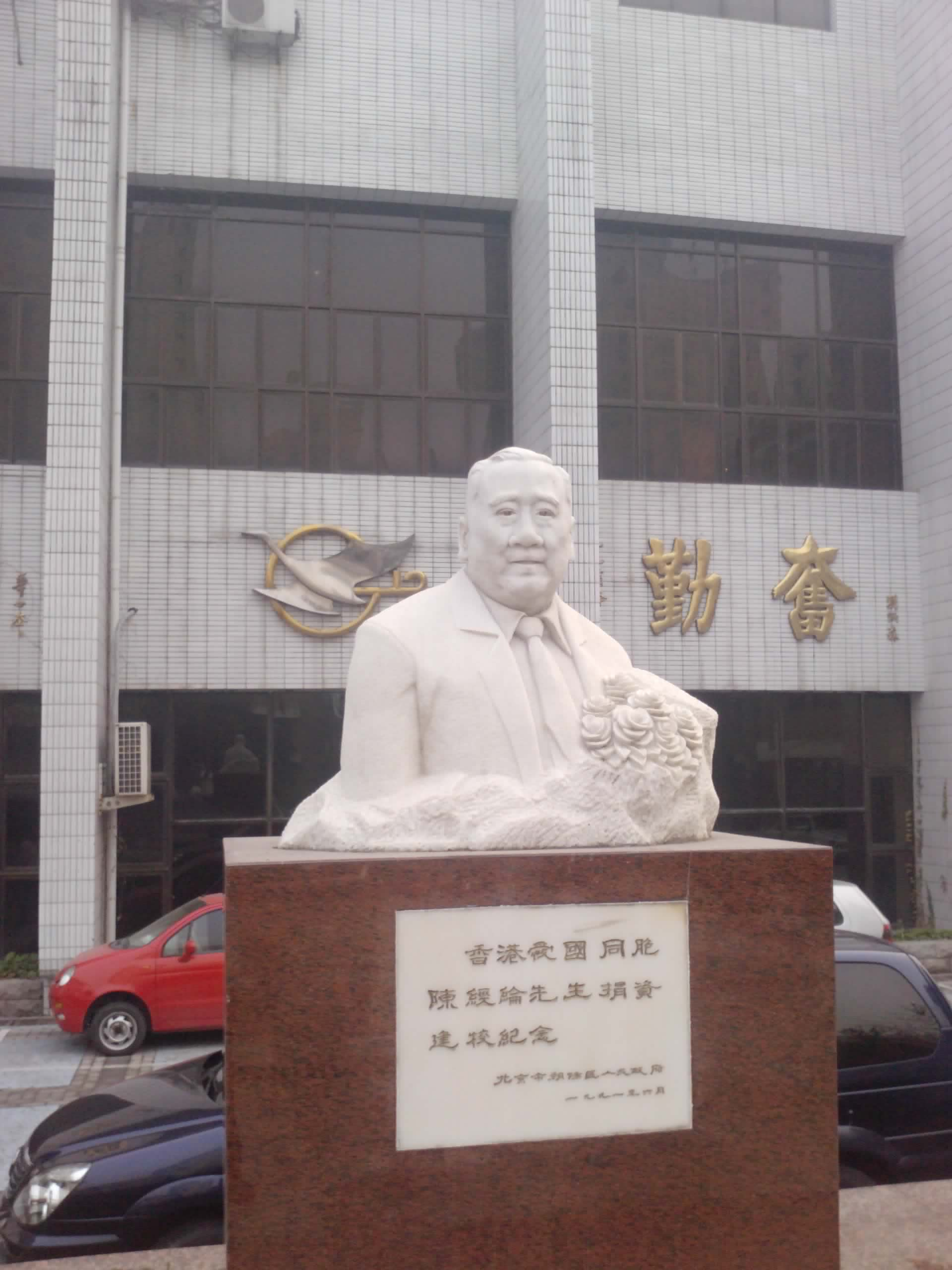
陈经纶塑像

### 1921-1949
1919年，中国北方大旱，农作物全面绝收，整个华北地区饿殍遍地。清水安三号召人们出资赈灾，在朝阳门外建起灾童收容所。他每天赶着马车到灾区逐村收养灾童，总人数近800名。上世纪20年代的朝阳门外穷困破败，民不聊生，卖春者随处可见。为拯救不幸的女童，清水于1921年出资在灾民聚居区创办崇贞女子学园。作为学园的开创者，清水安三与妻子清水美穗为学园的发展日夜操劳。在1921年5月28日，崇贞学园正式成立，从而开启了陈经纶中学的历史。

### 1949-1991
随着中华人民共和国的成立，学校正式移交给北京市教育局成为公立学校，并更名为北京女四中，但只招收女学生。1954年学校被市政府定为重点中学。1966年，文化大革命揭开序幕。1976年，北京女四中改名为朝阳中学。

### 1991-现在

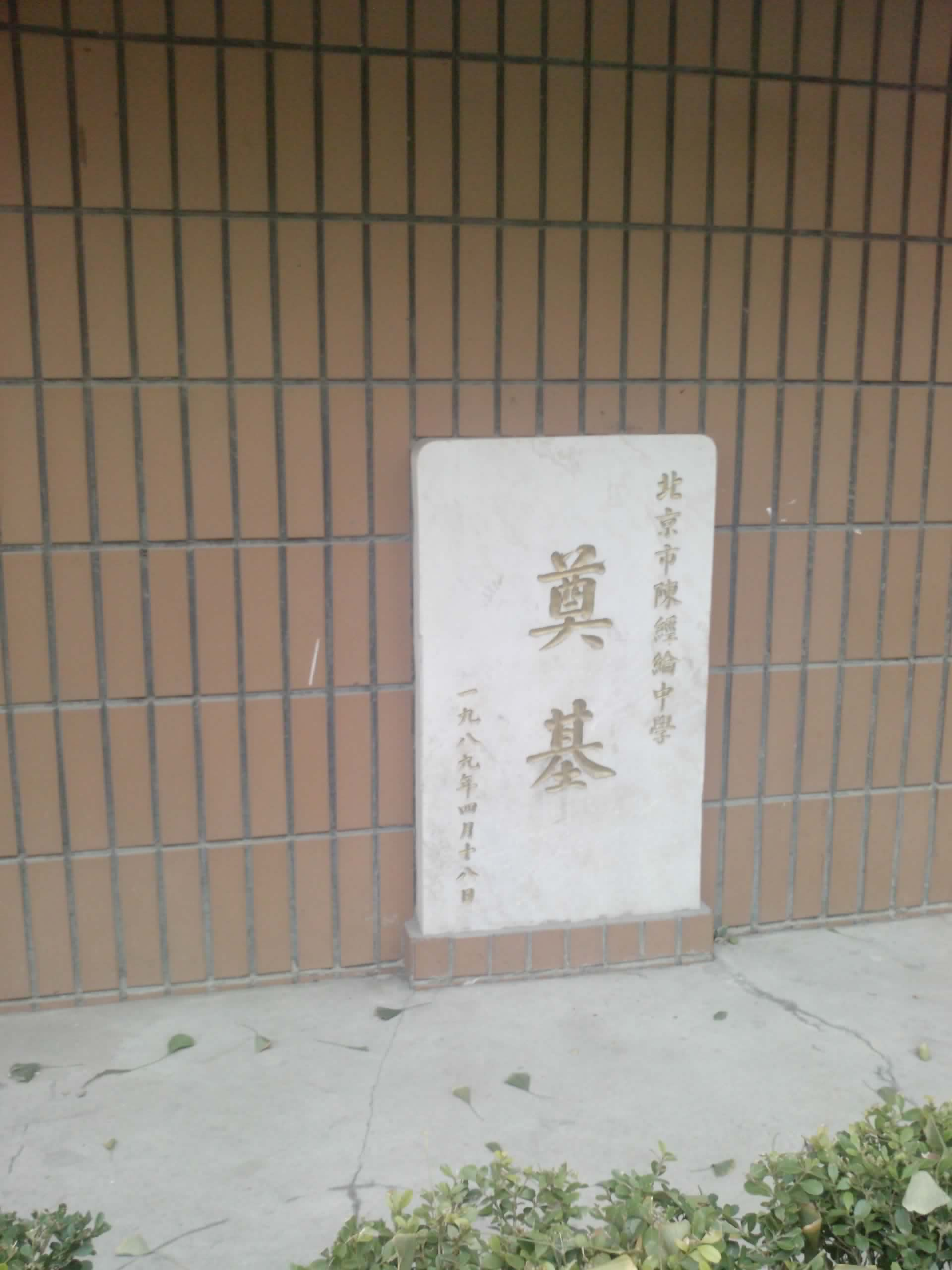
陈经纶中学奠基碑

1989年，香港企业家陳經綸捐赠给朝阳中学人民币2000万翻新旧校园，1989年4月18日奠基，1991年6月完工，同时学校被市政府命名为北京市陈经纶中学。2002年成为北京市首批“示范性普通高中”。2003年，学校进行集团办学探索，创办了九年一贯制分校，现为朝阳区一所从小学到高中十二年完整教育探索的学校，同年复办本校初中部。目前，学校按照朝阳区政府和教委的要求，已转入“国家级示范性普通高中”的建设。

## 校园环境
学校占地4.4万平方米(另有嘉铭分部，占地30亩），是一座花园式学校，拥有标准足球场。校园里的小路是由蓝色长方形石砖铺成。学校的绿地覆盖率达20％，学校本部现有45个教学班，嘉铭分部有小学、初中14个教学班，目前在校生总人数达2400人。陈经纶中学有美丽的校园和西班牙别墅式的建筑。学校积80多年的文化积淀和整体的规划建设，已形成了独具特色的校园育人氛围。

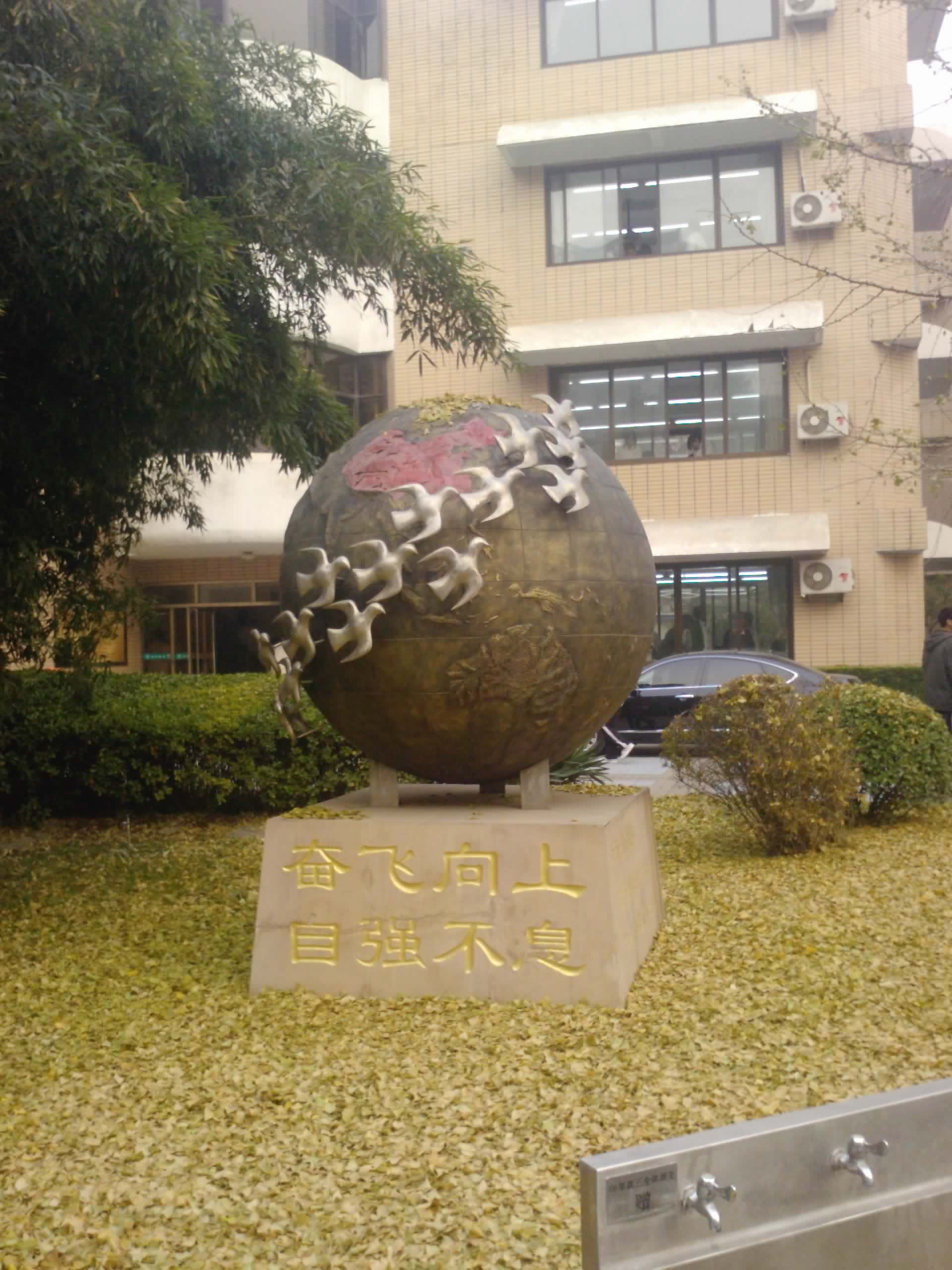
陈经纶中学优美的校园

学校拥有：
- 一个天文台
- 一个室内游泳馆
- 一个图书馆，藏书11万册
- 一个300平米室内篮球馆
- 一个能容纳400人的报告厅
- 一个能容纳2000人的礼堂
- 一个能容纳600人同时就餐的食堂
- 一个多功能阅览室
- 一个400米标准跑道
- 四个标准篮球场
- 四个计算机教室
- 九个理化生实验室
- 46个拥有多媒体系统的教室

## 师资力量
- 学校现有教职工216人，任课教师191人。其中：特级教师4人、高级教师51人；市、区级骨干教师、学科带头人、区优秀青年知识分子、优秀拔尖人才57人；博士1人、硕士17人、研究生课程班结业45人。
- “十五”期间，学校还承担了国家级课题6项，独立申请了市级课2项，区级课题3项，校级立项课题10项。全校70%以上的教师都参与了课题研究。

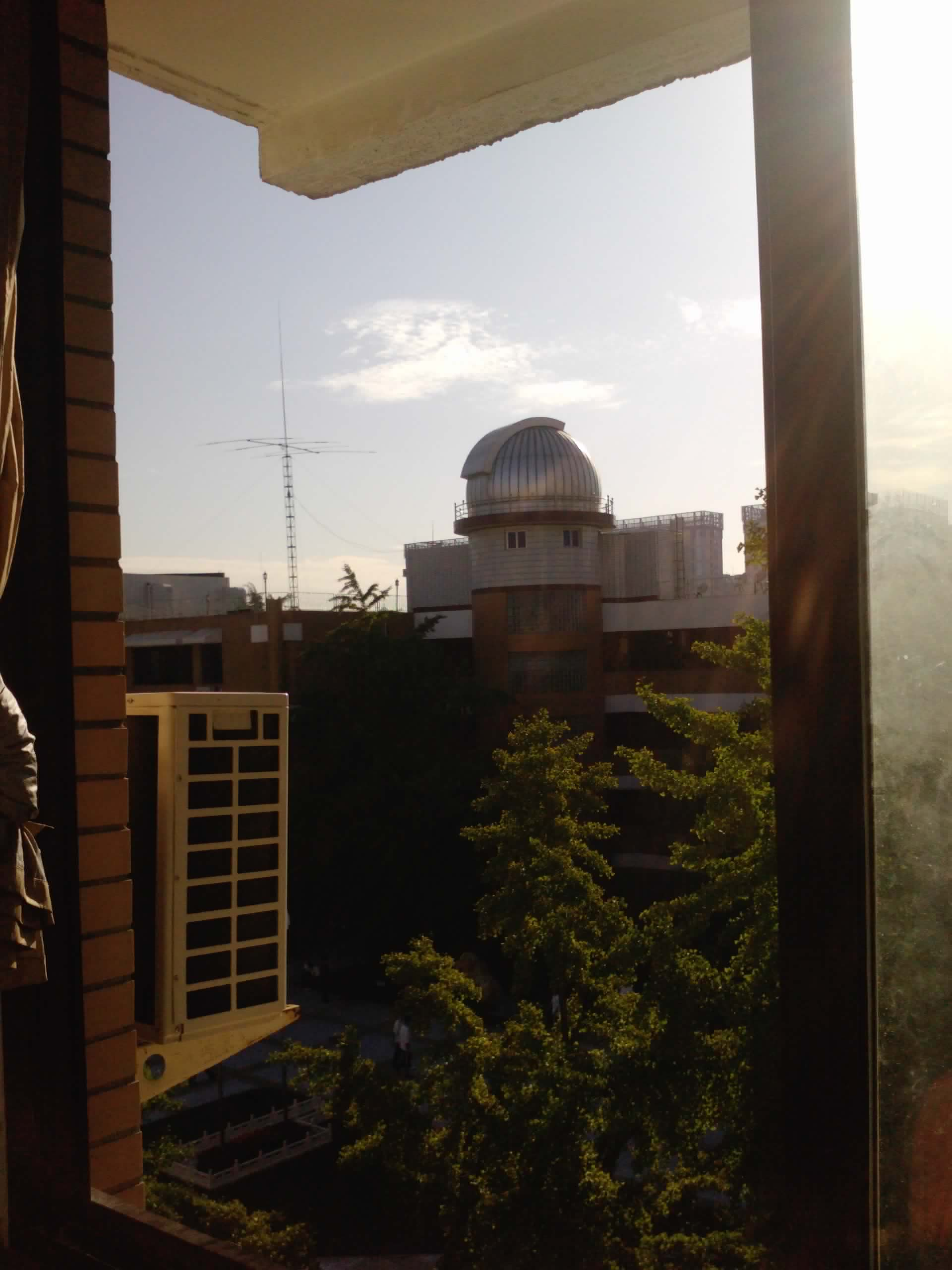
陈经纶中学天文台

## 校本课程与学生社团
陈经纶中学开辟了四十多种校本课程供学生选择。
学校拥有10多个自主管理的学生社团。
2009年部分校本课程名称：
- 篆书的书写艺术
- 无线电测向与定向越野
- 无线电通信培训班
- 机器人
- 北京文化
- 文言实词词义归纳
- 远离灾害
- 数码摄影
- 声乐与合唱艺术
- 唐诗宋词里的文人们
- 中国的世界遗产欣赏
- 魏晋风度
- 西班牙语
- 法语
- 日语
- 企业经营决策实战模拟 (MESE)和JA经济学
- American cartoons and American culture
- 高中生涯发展教育
- 探索心灵奥秘——高一年级心理文化精品课程

部分学生组织的社团
- 模拟联合国
- 吾爱吾师
- 拾贝公司
- 爱换公司
- 广播剧社
- 戏剧社
- 棋社
- 篮球社
- 相声社
- 经济社
- 摇滚社

……

## 硕果累累
- 学校曾培养了著名的运动员郎平、杨秀凤等一大批优秀人才。  近年来，陈经纶中学的高考成绩稳居朝阳教育第一质量平台。升学率100%，99%以上升本科，80%升入重点大学。2009年首届直升班高考平均分达到618分，16名学生达到清华、北大录取分数线，兑现了“优秀学生不埋没，特长学生不萎缩”的办学承诺。
- 仅2009年，该校共有400多名同学在国家、市、区的体育、科技、艺术大赛中获奖，并获得4项北京市金鹏科技奖，居全区首位；共有100多名同学在全国、市、区学科竞赛中获奖；“经纶之声”合唱团的6个合唱项目全部进入北京市合唱节决赛，其中获一等奖2个、二等奖2个、三等奖2个，并于去年4月6日在中山音乐堂成功举办了“经纶之声合唱团”畅想奥运专场音乐会，赴香港参加国际合唱节获银奖。
- 2011年，“经纶之声”合唱团在香港国际合唱节中获得混声金奖，男声银奖。其“花儿里打出个话来”歌曲获得最佳中国作品演绎奖。

## 分校

### 嘉铭分校
2003年9月1日，陈经纶中学在朝阳区嘉铭园三区7号楼开设九年一贯制分校。
2014年2月，原安慧北里中学（1995年建立）、安慧北里小学和安慧北里第二小学（两者均于1994年建立）并入陈经纶中学嘉铭分校，成立北京市陈经纶中学嘉铭分校西校区。其中，安慧北里中学和安慧北里小学统称陈经纶中学嘉铭分校安园校区，安慧北里二小改称陈经纶中学嘉铭分校秀园校区。
2016年9月，陈经纶中学嘉铭分校在大屯欧陆经典小区增设嘉铭分校欧陆校区。

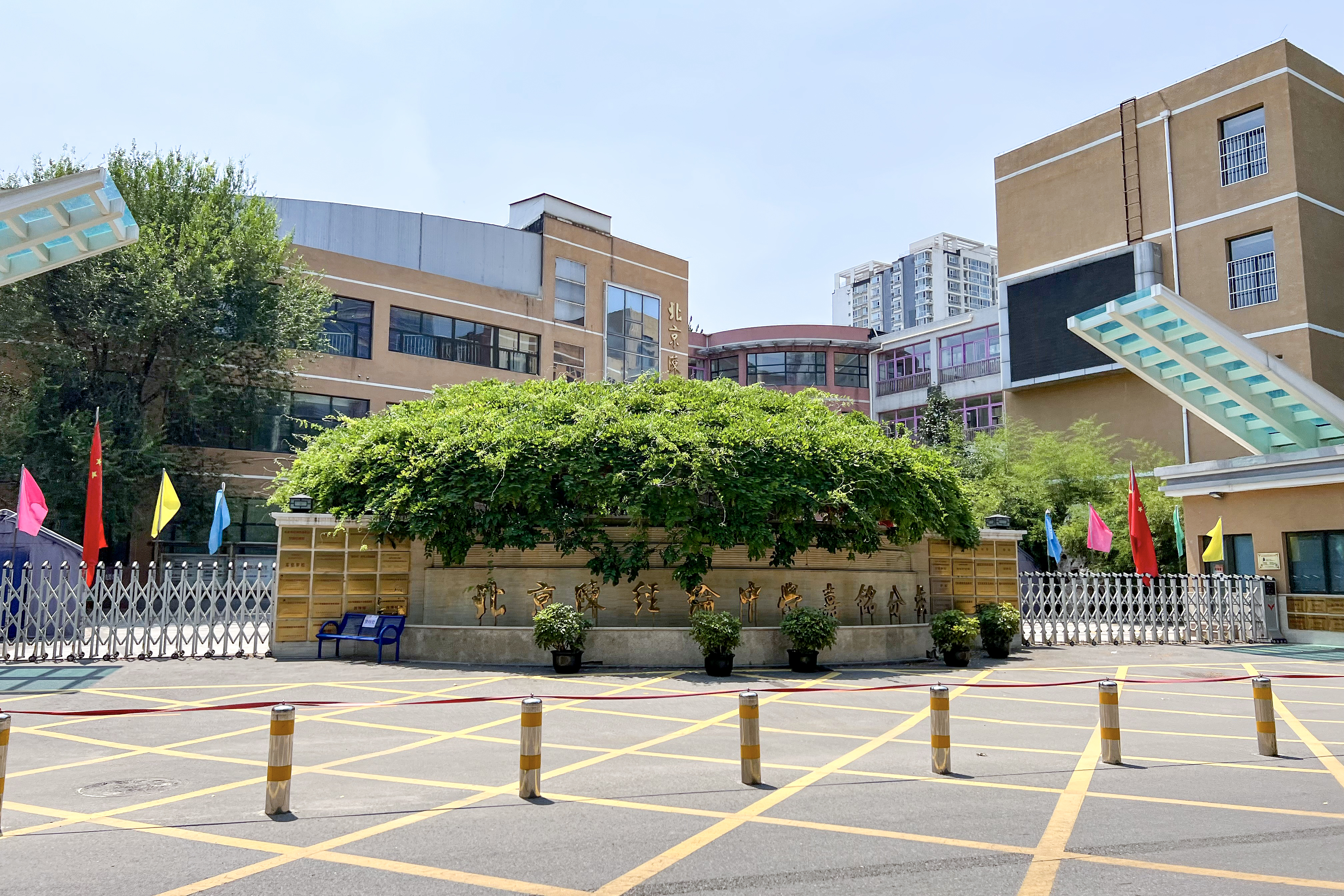
嘉铭分校嘉铭校区
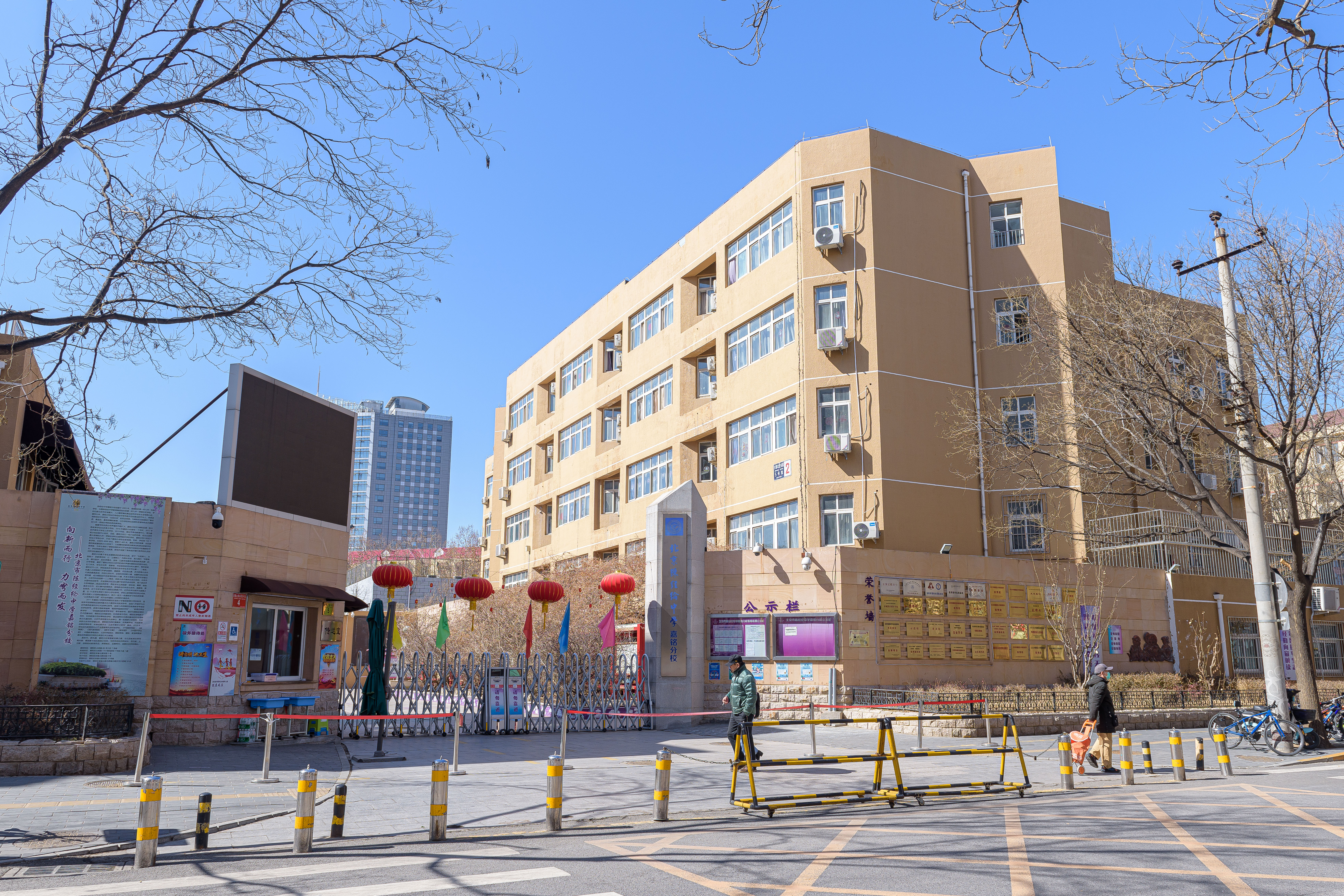
嘉铭分校安中校区
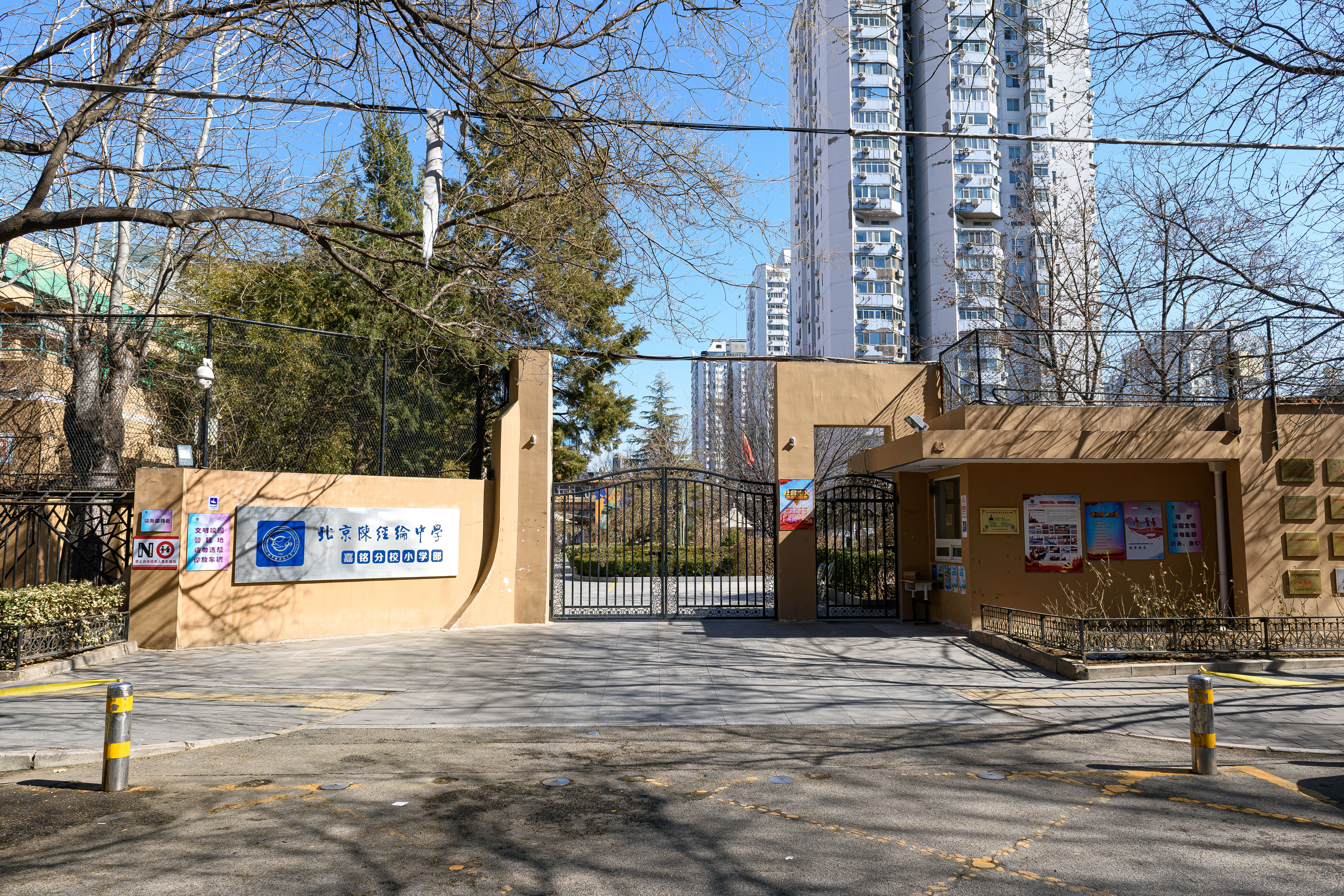
嘉铭分校安小校区
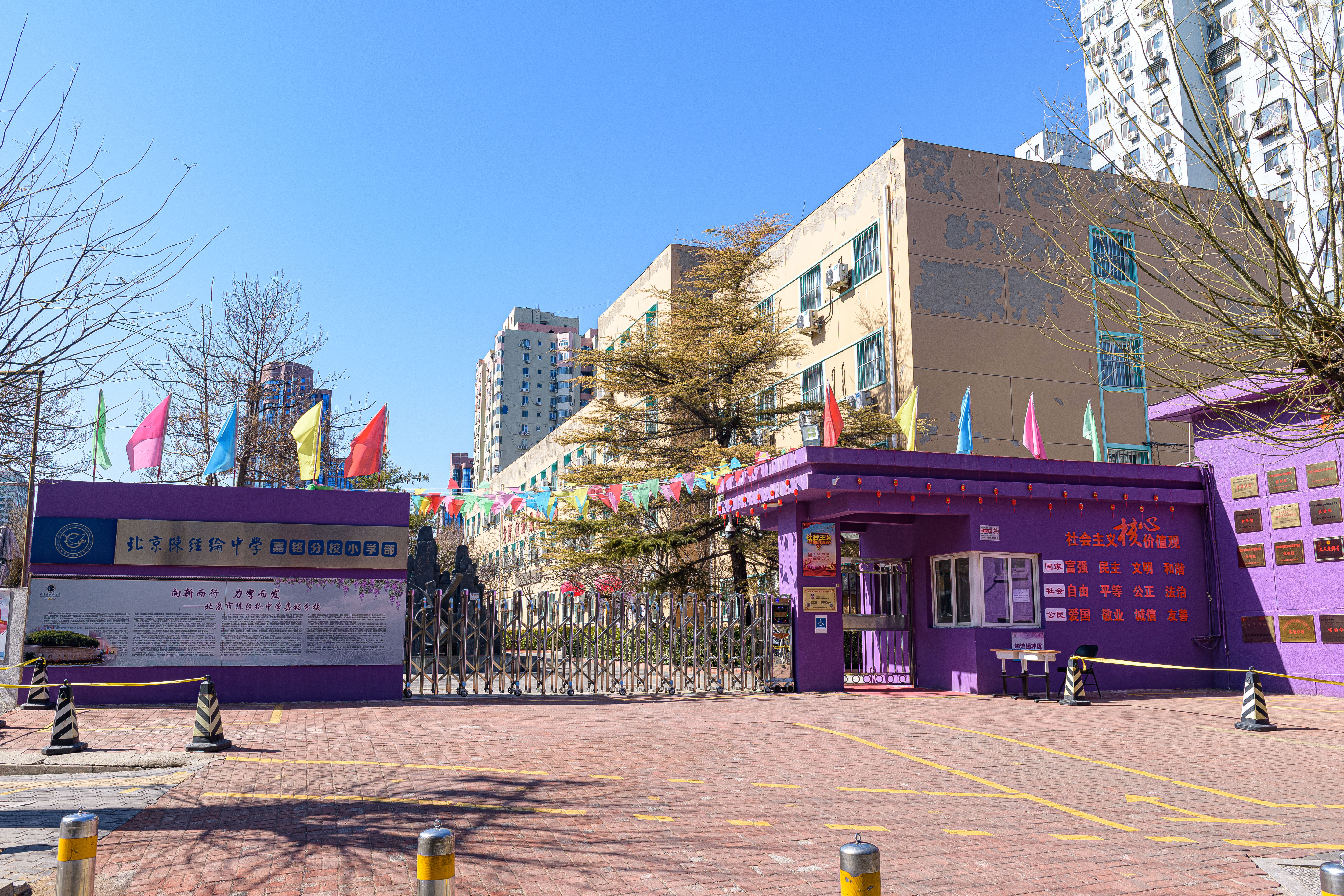
嘉铭分校秀园校区
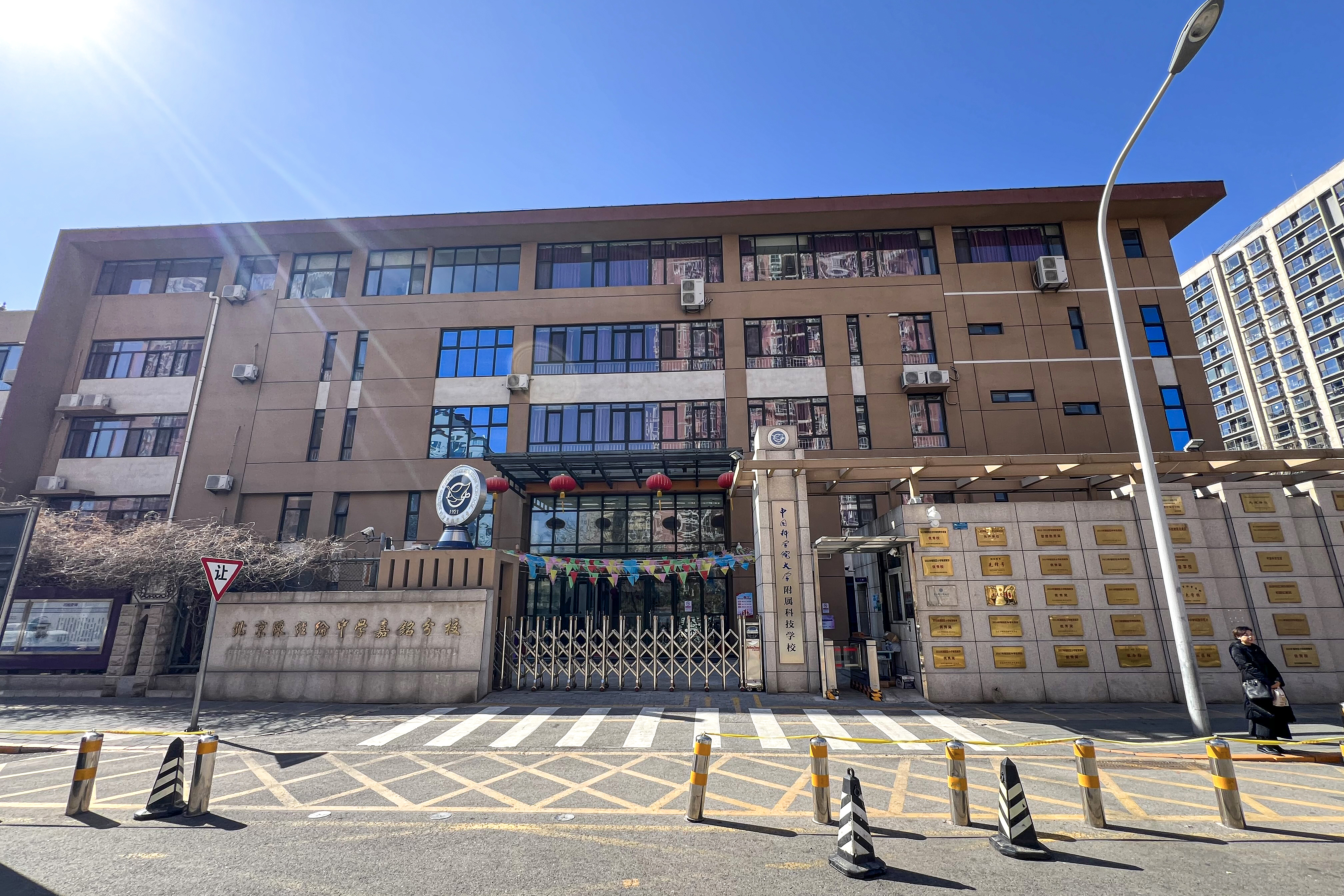
嘉铭分校欧陆校区
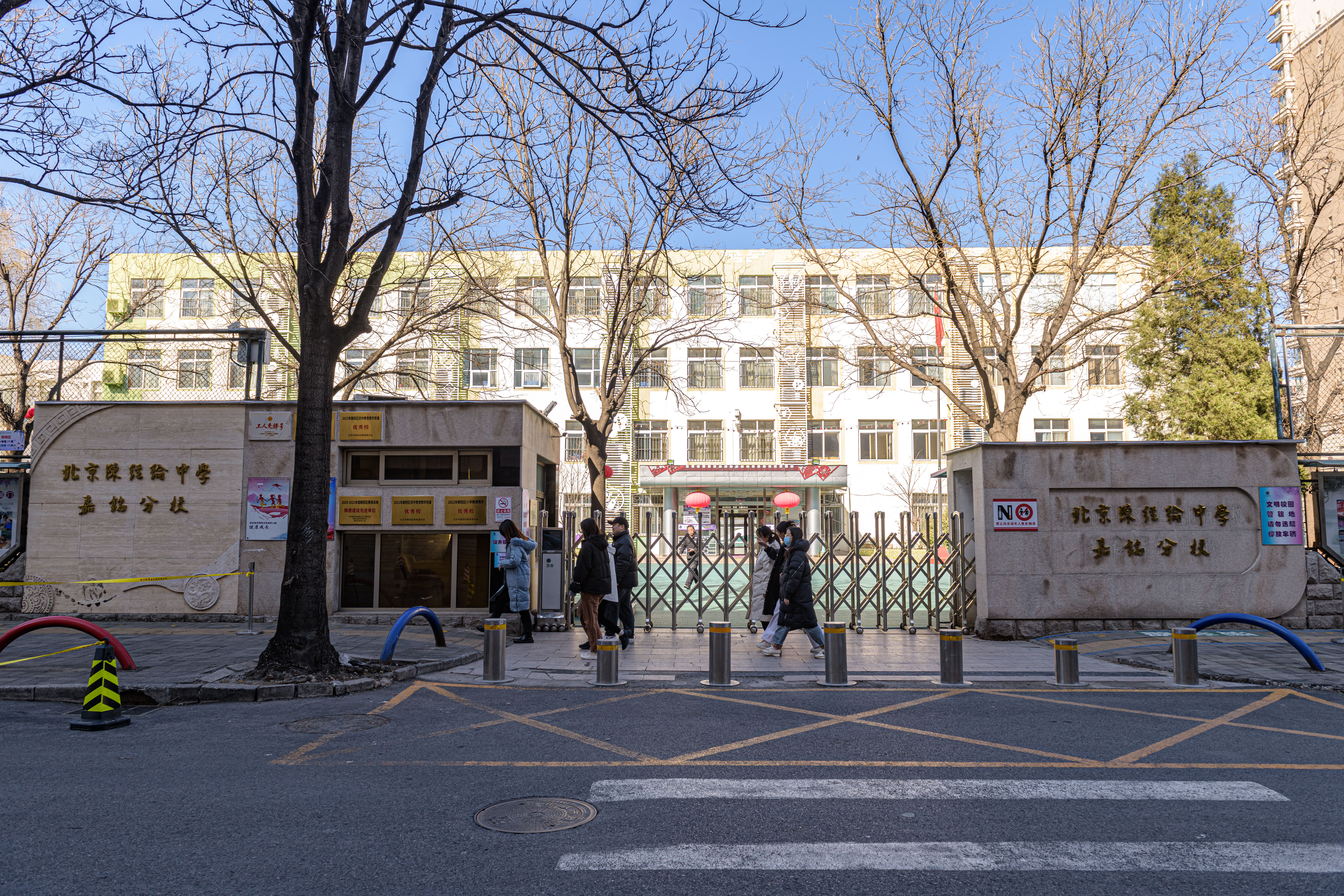
嘉铭分校实验中心校区

### 帝景劲松分校
陈经纶中学帝景（北工大）实验学校2007年9月1日创立于劲松街道珠江帝景社区，亦是一所九年一贯制学校。
2018年4月，北京工业大学附属中学英才分校更名为北京市陈经纶中学劲松分校。

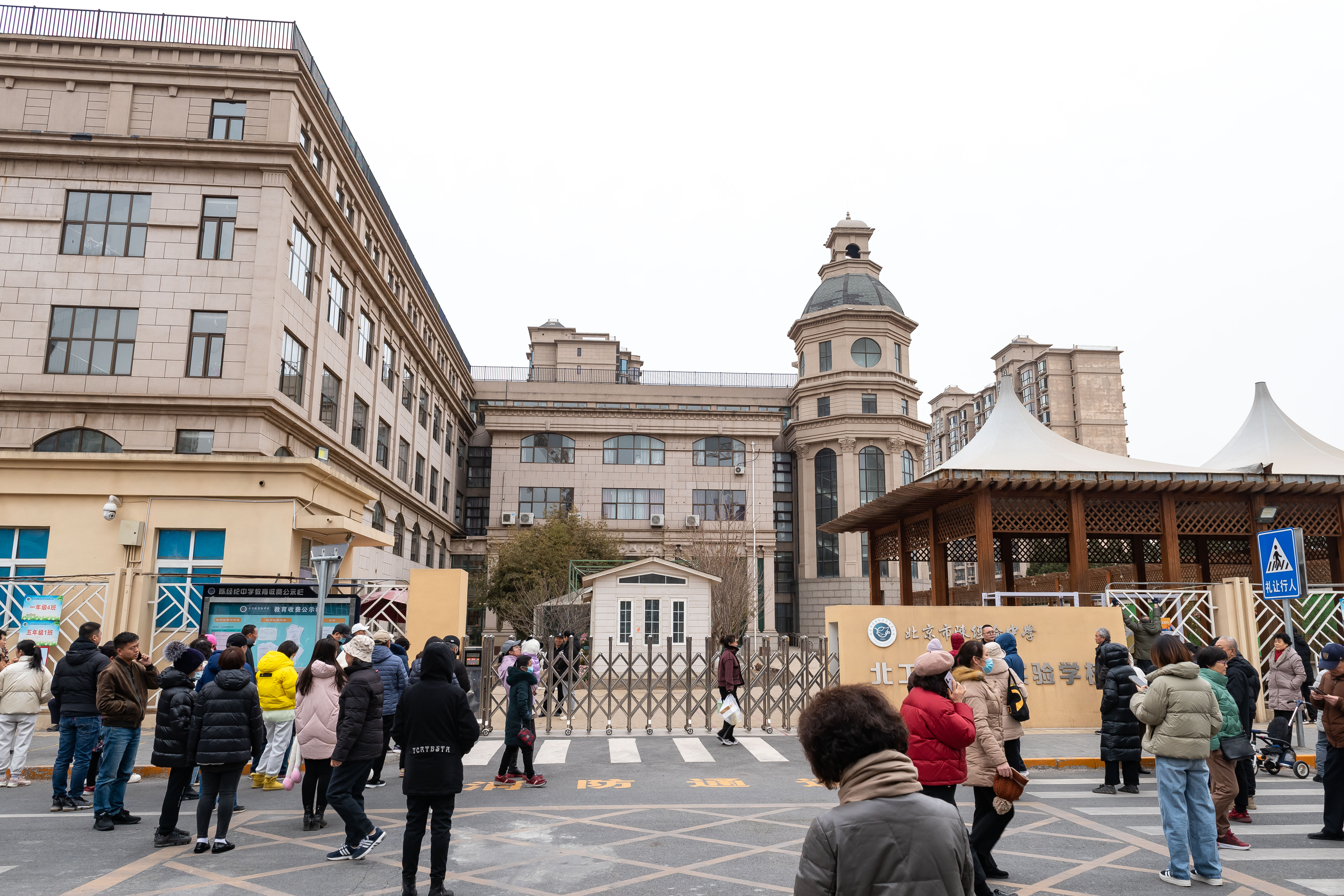
帝景劲松分校帝景北校区
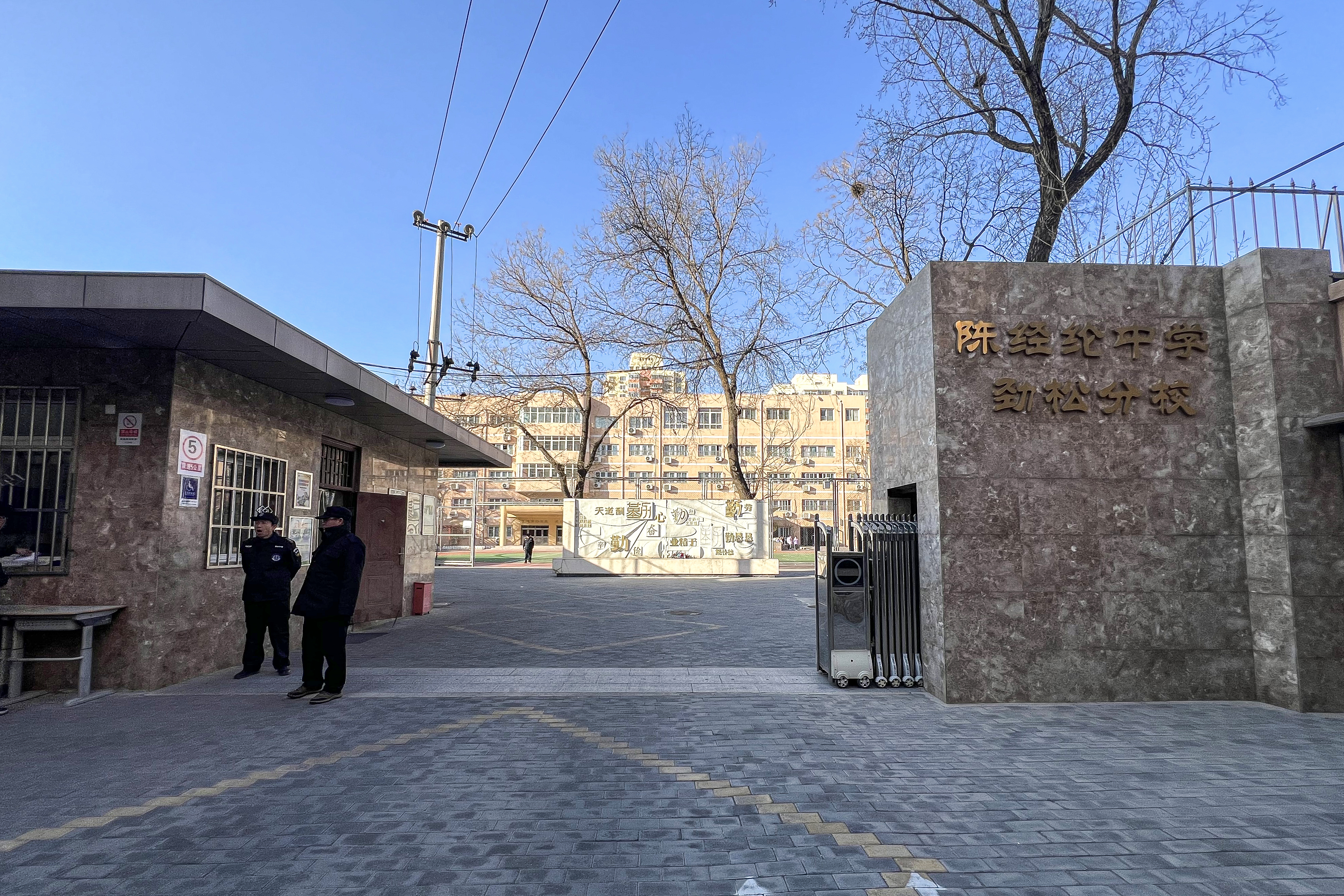
帝景劲松分校聚沙校区（原沙板庄小学）
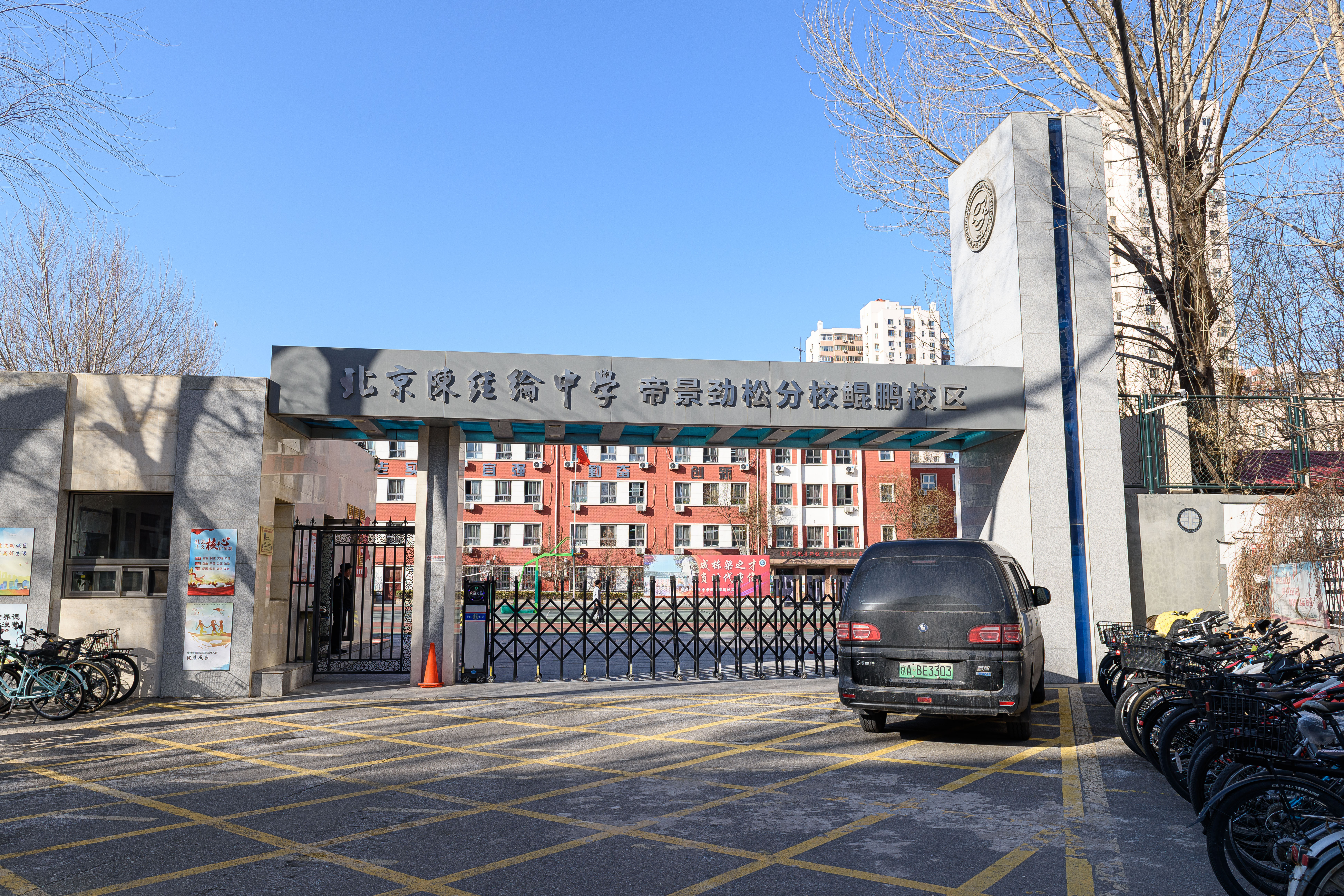
帝景劲松分校鲲鹏校区
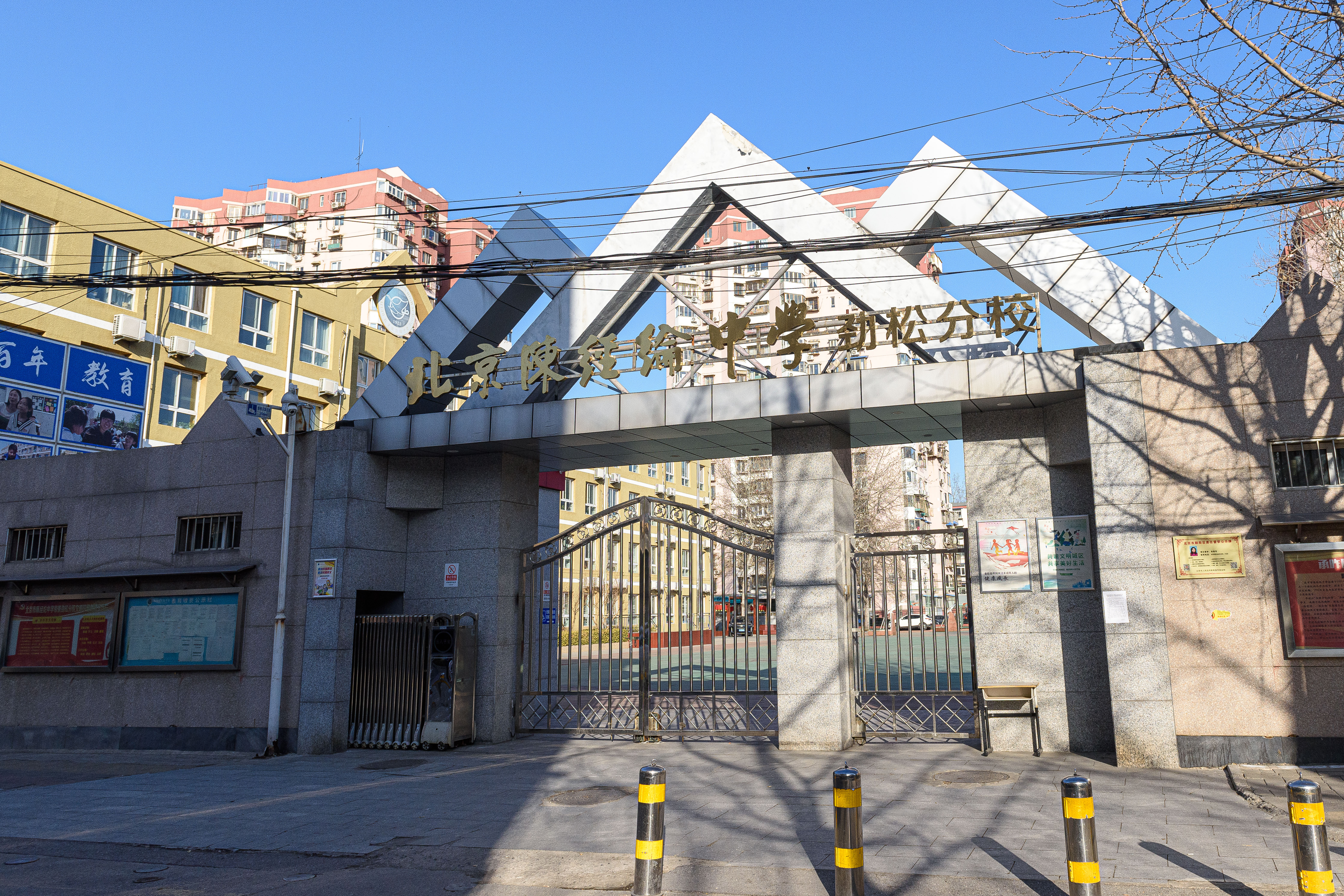
帝景劲松分校乐贤校区（原平乐园小学）
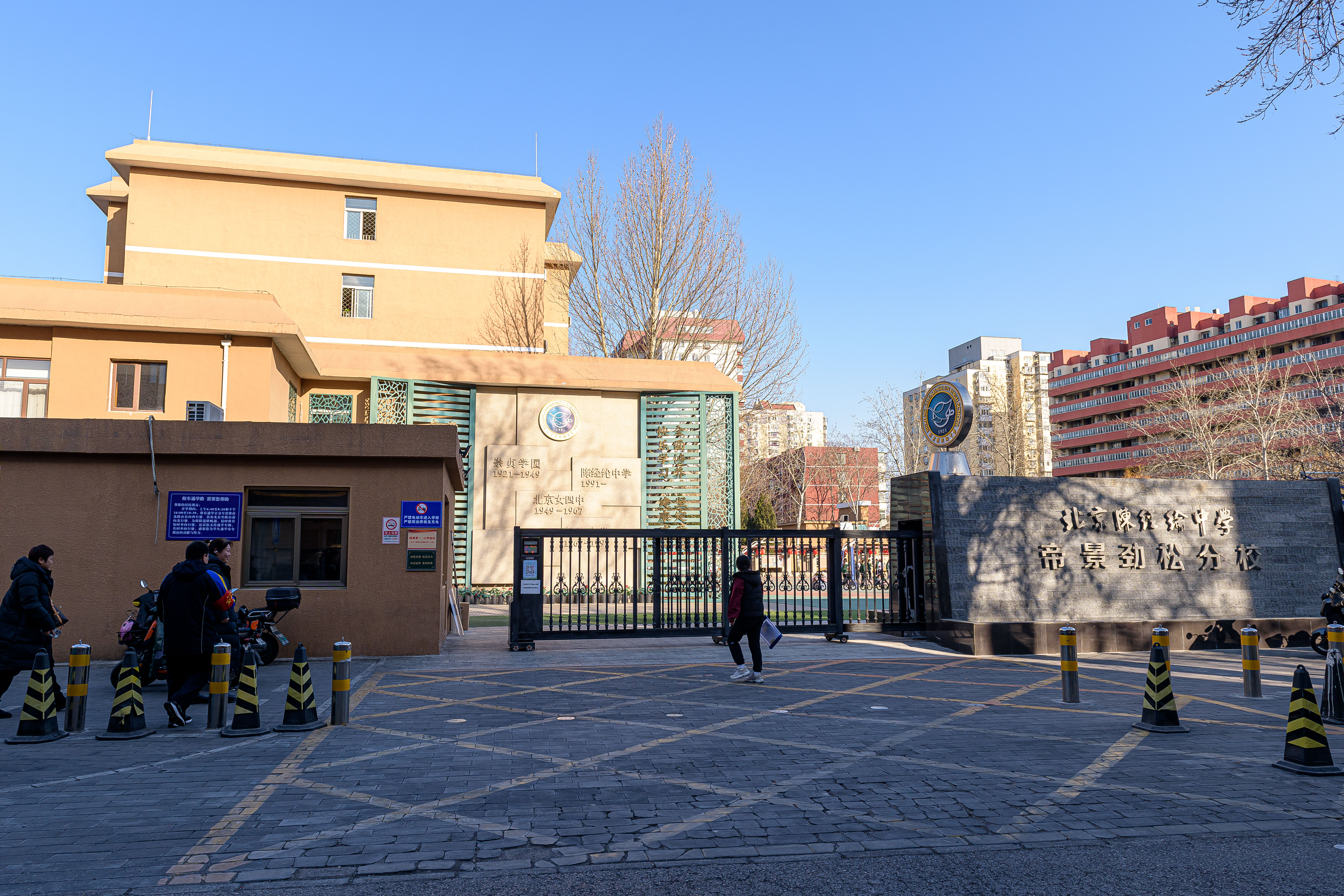
帝景劲松分校毓秀校区（原虎城中学）

### 保利分校

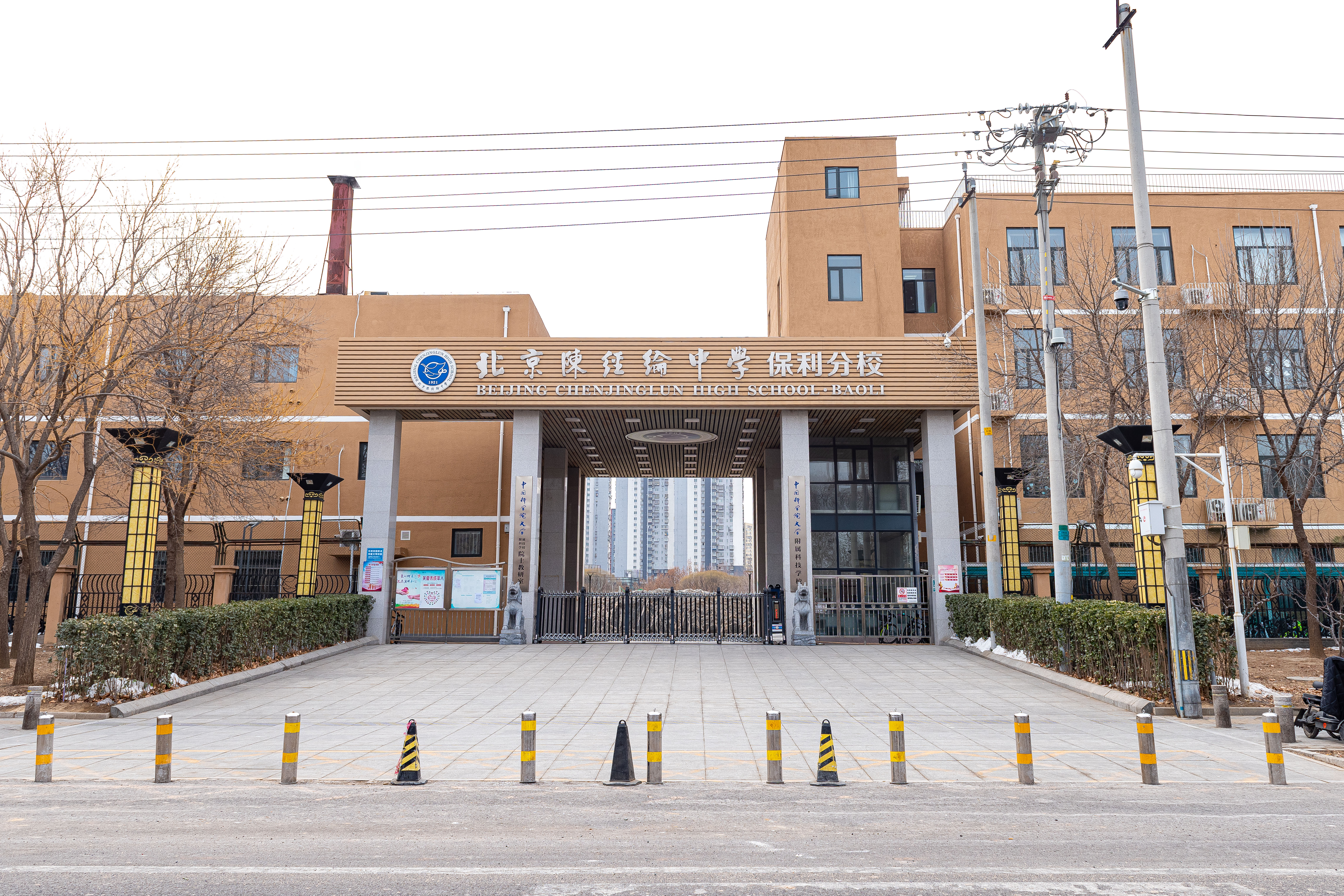
陈经纶中学保利分校

陈经纶中学保利分校2011年9月1日在常营乡保利嘉园社区开办。

### 崇实分校
2015年7月，朝阳区开办陈经纶中学崇实分校，作为王四营地区官庄农民新村的教育配套学校。

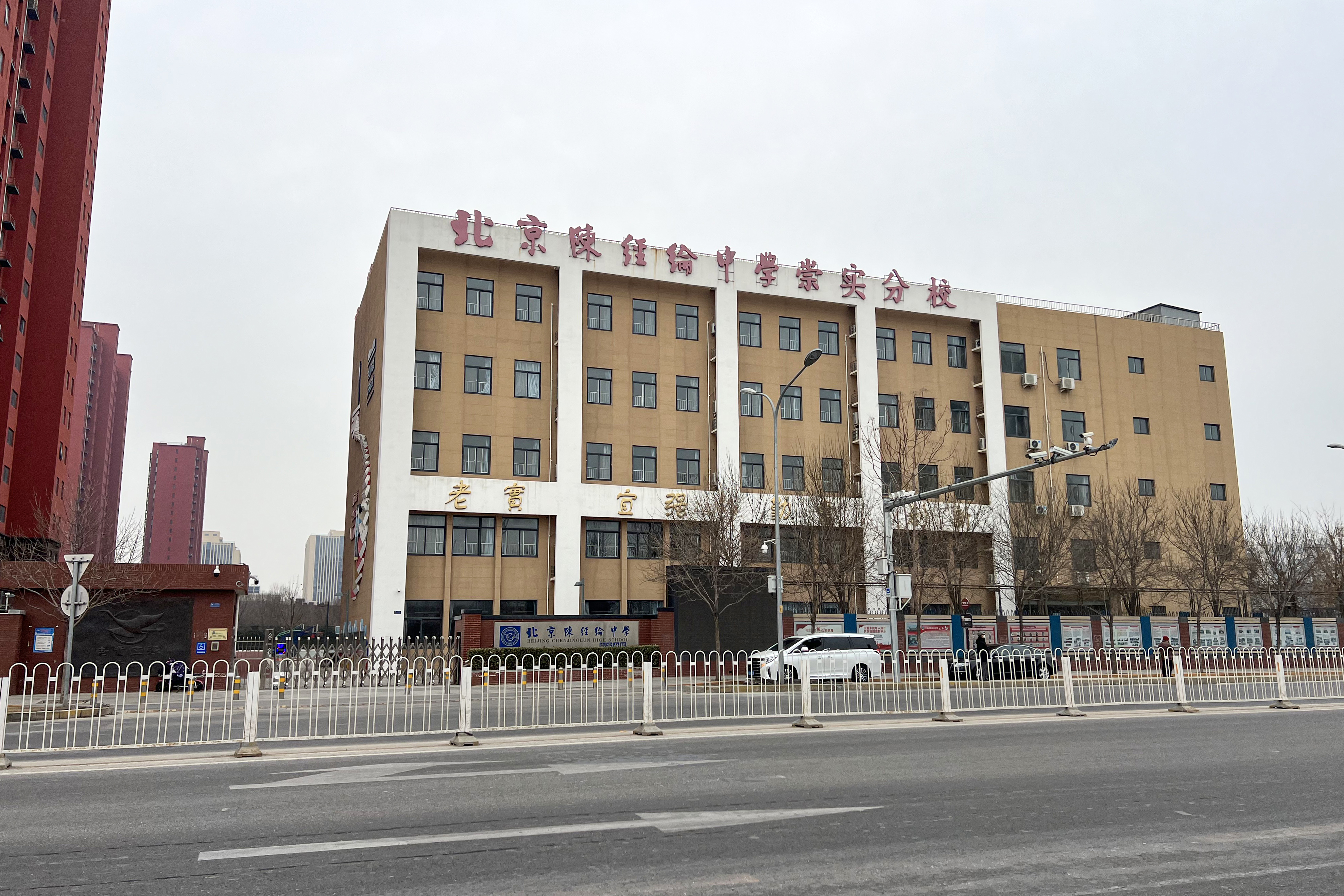
崇实分校悦苑校区（小学1-2年级）
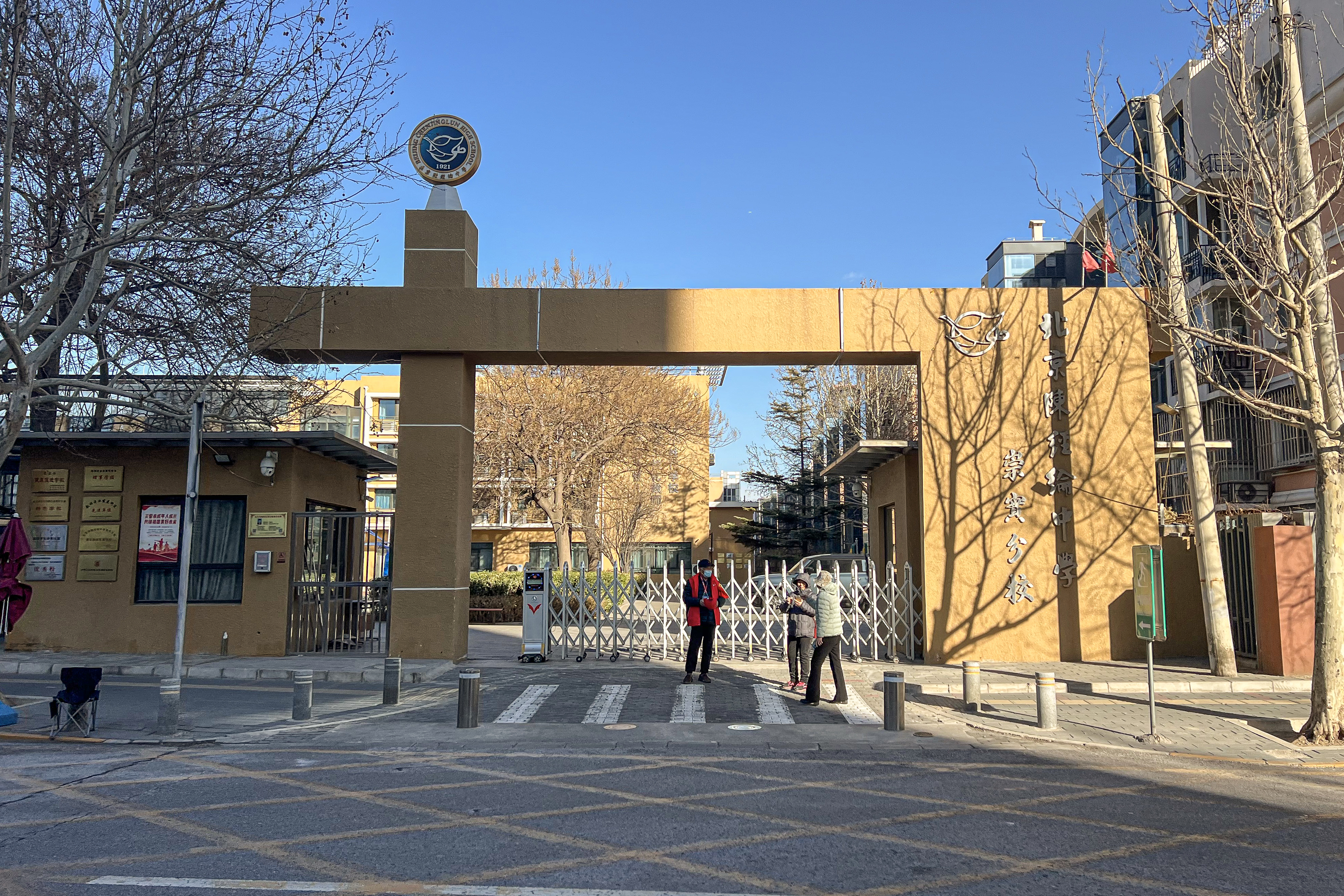
崇实分校知苑校区（小学3-6年级）
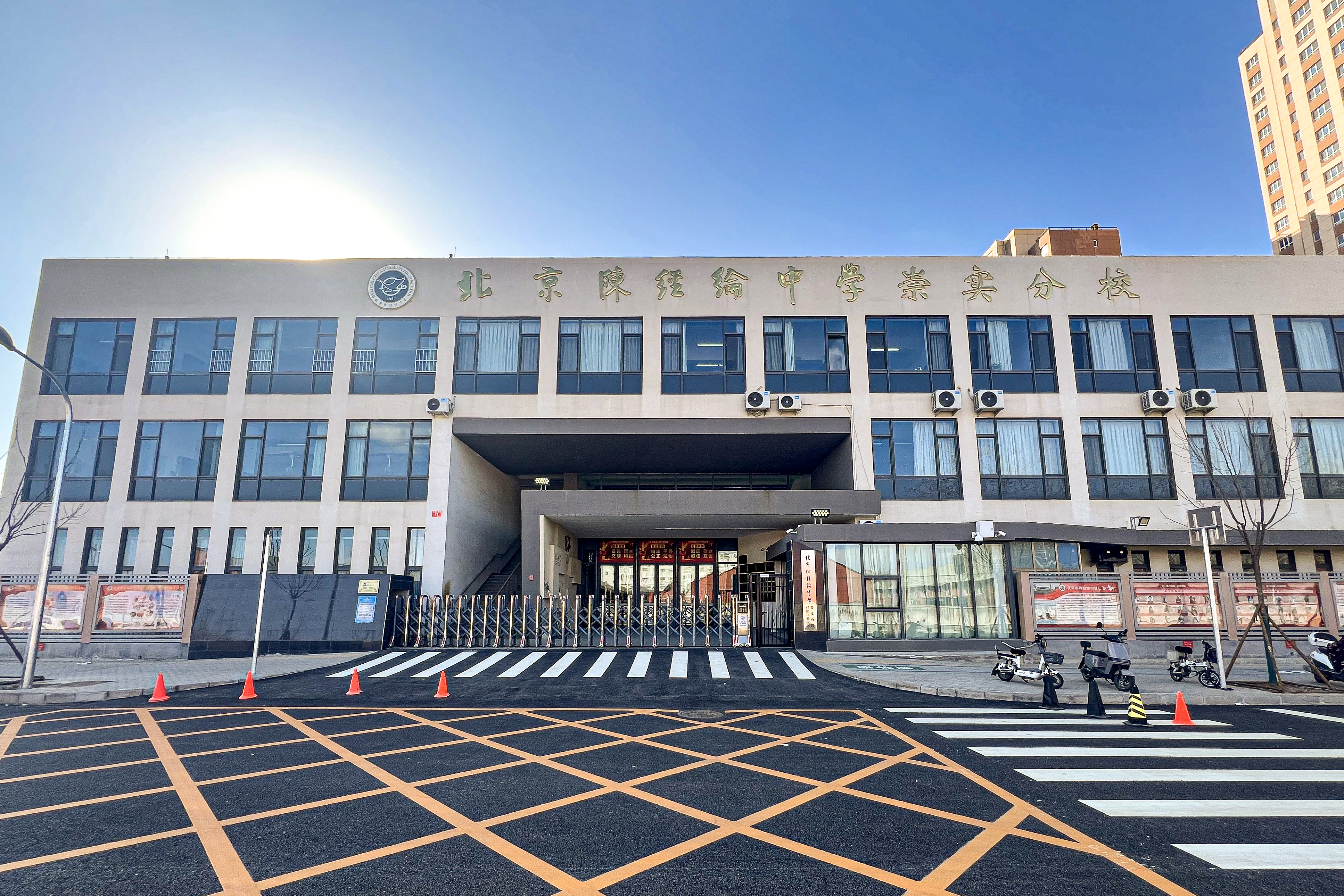
崇实分校学苑校区（初中部）
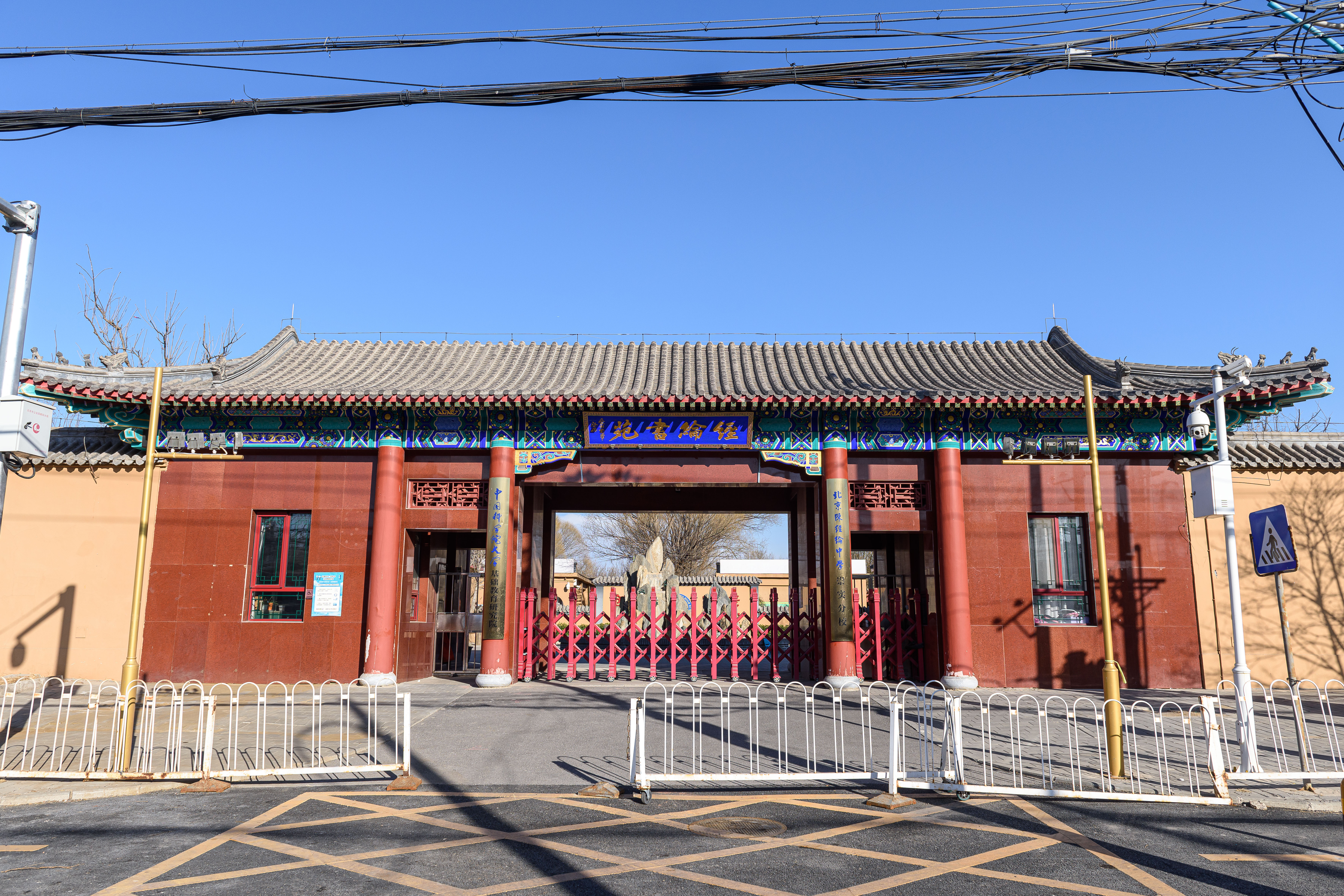
崇实分校书苑校区

### 民族分校

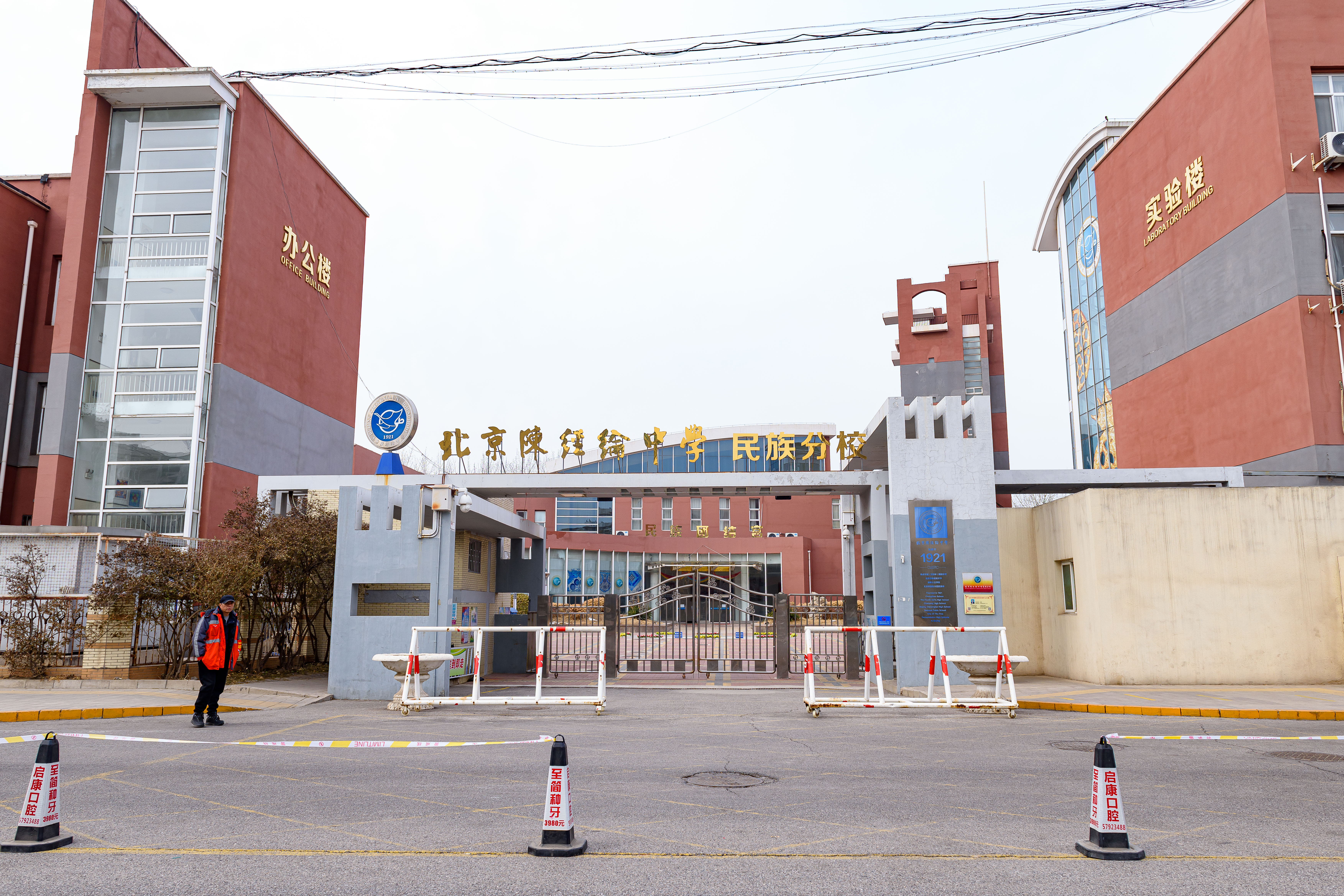
陈经纶中学民族分校

2018年4月，北京市民族学校更名为北京市陈经纶中学民族分校。该校原为常营民族小学，1997年改为北京市民族学校。

### 新教育实验分校
陈经纶中学新教育实验分校前身为2012年在常营乡住欣家园（地铁草房站南侧）创办的北京市新教育实验学校，2018年4月被整合并入陈经纶中学教育集团。

### 团结湖分校

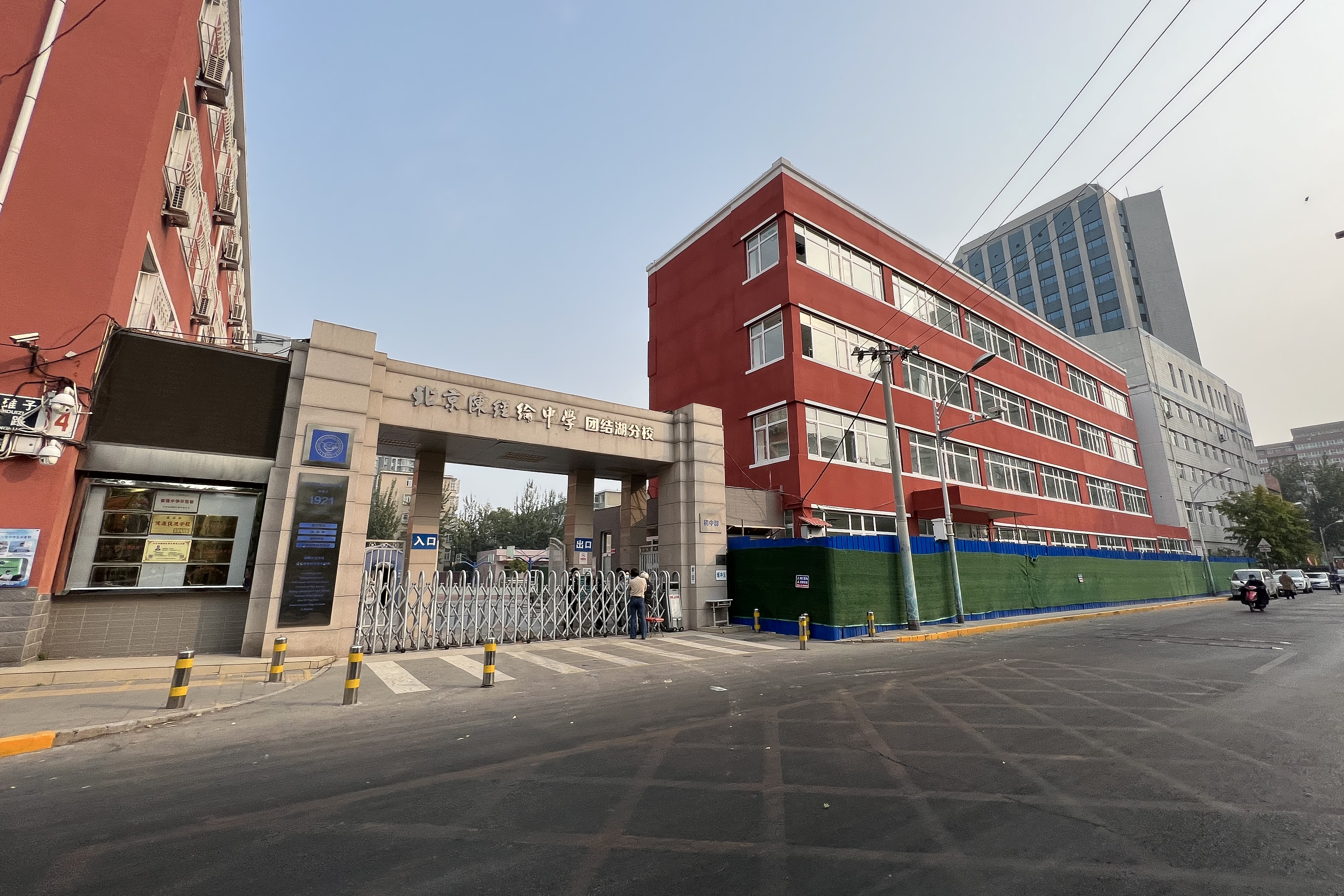
陈经纶中学团结湖分校（原团结湖第三中学）

陈经纶中学团结湖分校前身为团结湖第三中学，2019年并入陈经纶中学教育集团。

### 陈经纶中学分校（单独办学）
陈经纶中学分校（简称“陈分”）是一所完全独立于陈经纶中学教育集团之外的初中校，前身为北京六十四中（原址位于日坛北路19号），1998年改为“民办公助”体改校并迁至望京一带，由曾任陈经纶中学校长的汪水明担任首任校长。